# 50 Moganshan Road
50 Moganshan Road' (chinês: 莫干山 路 50 号 ) ou M50 é o principal distrito da arte contemporânea da cidade de Xangai, China. Este complexo abriga e, por sua vez, apresenta a produção artística de uma próspera comunidade de mais de uma centena de artistas que, através de diferentes galerias de arte e talheres presentes no M50, conseguem mostrar o seu trabalho de forma aberta ao público.
Este tipo de iniciativa, que não é exclusiva da cidade shanghainese, tem pontos óbvios de contato com outros distritos de arte como o SoHo de Nova York ou a ArtZone 798, em Pequim, com os quais é muitas vezes comparado precisamente por causa de aglutinar uma granquantidade de galerias de arte contemporânea em uma única localização. O M50, com o tempo, não só se tornou um lugar de encontro para os profissionais da arte e para os colecionadores, além de todo isso, por causa das suas peculiaridades, é um centro de importante atração cultural da cidade para os cidadãos e para os turistas que visitam Xangai. Conseqüência e causa por sua vez, uma parte disso é responsabilidade da prestigiosa revista Time, que catalogou a visita aM50 entre as dez melhores coisas a fazer em Xangai. O nome do distrito vem da contração entre a primeira letra da rua, Moganshan, e o número que ocupa o distrito naquela rua. É por esta razão que o distrito é chamado M50, ou em muitos casos, até mesmo Moganshan Road (por ser o mais característico da rua), ocupando uma antiga área industrial localizada ao longo do rio Suzhou.

## História
A origem do M50 se remonta ao 2000, data em que o artista da cidade Xue Song percebeu os benefícios potenciais do lugar para ter um monte de espaço a um preço acessível (tendo em conta os estandartes da cidade) por causa de sua natureza do espaço industrial caído em desuso. Este ponto de vista foi partilhado por outros artistas como Ding Yi, Qu Wang ou Xingwei Fengguo, entre outros, que se mudaram para a mesma área. Nesta mesma ordem e direção, embora os espaços e edifícios são ainda atualmente propriedade de Shangtex -o grupo de propriedade estatal que trabalhou a fabrica têxtil extinta-, o espaço tornou-se finalmente o núcleo da arte contemporânea na cidade e seu mais importante centro turístico. Assim, atualmente o número 50 da Moganshan Road é um espaço onde os estúdios, galerias, artistas e empresas destinados ao desenho gráfico, as artes visuais e a cultura em geral decidiram desenvolver as suas atividades. Para isso, deve-se destacar o fato de que M50 tem alguma loja e bar/restaurante, o que facilita o dinamismo e a vida do lugar. 

## Os artistas e as galerias
M50 é o lar de mais de 120 galerias e estúdios de arte distribuídos em diferentes edifícios. Alguns dos artistas mais conhecidos de Shanghai fizeram do lugar seu local de trabalho principal e de representação, incluindo os reconhecidos Tiehai Zhou, Ding Yi, Xu Zhen ou o coletivo Liu Dao. Entre as galerias, os visitantes podem visitar ShanghART, island6, Joy Collection ou Contemporary A+, por exemplo.